# Bernard Kouassi
Bernard Kouakou Kouassi (ur. 1 stycznia 1980) – iworyjski piłkarz grający na pozycji bramkarza.

## Kariera klubowa
Karierę piłkarską Kouassi rozpoczął w klubie Stade d’Abidjan. W 2000 roku zadebiutował w jego barwach w pierwszej lidze Wybrzeża Kości Słoniowej. Grał w nim do połowy 2003 roku i wtedy też odszedł do innego klubu z Abidżanu, Africa Sports National. Na początku 2006 roku odszedł z Afriki Sports do Séwé Sports, a w 2007 roku został piłkarzem ASEC Mimosas i zdobył z nim Puchar oraz Superpuchar Wybrzeża Kości Słoniowej.
W 2008 roku Kouassi wyjechał z Wybrzeża Kości Słoniowej i przez sezon grał w egipskim El-Entag El-Harby. Następnie w 2010 roku odszedł do tajskiego Chonburi FC. W 2011 roku został zawodnikiem tajskiego drugoligowca, Suphanburi FC. W 2013 grał w Ubon UMT United.

## Kariera reprezentacyjna
W reprezentacji Wybrzeża Kości Słoniowej Kouassi zadebiutował w 2001 roku i był to jego jedyny mecz w kadrze narodowej. W 2002 roku był rezerwowym bramkarzem dla Losseniego Konaté w Pucharze Narodów Afryki 2002.